# 三鑫公司
三鑫公司，又称三星公司或三金公司，为旧上海的一家鸦片运输保险公司，由黄金荣、杜月笙等人创办。其鼎盛时期利润占当时政府收入的三分之一。
三鑫公司成立于1918年，因发起人黄金荣、杜月笙（杜镛）、金延荪姓名中都有“金”而得名当时上海滩偷盗鸦片的行为十分猖獗，故黄金荣等人联合法租界公董局等开办了此公司。黄金荣与法务界巡捕房总巡捕费沃里为后台，杜月笙任总经理，金廷荪、张啸林任副经理，其他主要成员还有范回春、小八股党成员、沈杏山等人。
公司位于法租界公馆马路维祥里。其主要业务是为国内外进出上海的鸦片商提供保护，同时收取鸦片价值的一成，作为保险费。而其另一项业务是对上海法租界中的鸦片贸易进行垄断。此后，还向法租界内各烟馆收取“烟枪捐”，以保证其正常营业。
1937年因淞滬會戰爆發及内部纷争等原因解体。